# Полове
Полове́ — село в Україні, у Шептицькому районі Львівської області. Населення становить 565 осіб (2021).
1 квітня 1927 р. вилучено частину сільської гміни Полове Радехівського повіту Тарнопільського воєводства і утворено самоврядну гміну Тарнувка.
На 1 січня 1939-го в селі Полове з 680 жителів було 590 українців-грекокатоликів, 70 українців-латинників, 10 поляків і 10 євреїв, а в селі Тернівка зі 260 жителів було 10 українців-грекокатоликів, 15 українців-латинників і 135 польських колоністів міжвоєнного періоду.

## Персоналії

### Народилися
- Сенюк Степан «Буйтур» — керівник Радехівського районного проводу ОУН, лицар Бронзового хреста бойової заслуги УПА.
- Сологуб Володимир Степанович (1927—1983) — український радянський історик, дослідник історії математики і математичної фізики.
- Гавалко Юрій Любомирович (1988—2025) — солдат, радіотелефоніст-лінійний наглядач 1-го єгерського батальйону 68 ОЄБр. Загинув при обороні Покровська [4][5]
- Дах Максим Ігорович (2007- по тепер) - молодий підприємець, Media Buyer, Експерт E-Commerce